# Ед Вістурс
 Едмунд (Ед) Вістурс — один з найвідоміших  американських альпіністів, єдиний американець, який підкорив 14 восьмитисячників.

## Дитинство і юність
Народився в сім'ї німецько-латиського походження. Альпінізмом захопився в старших класах школи, прочитавши книгу «Аннапурна: перший восьмитисячник» Моріса Ерцога. У 1977 р. вступив в Вашингтонський університет і переїхав до м. Сієтл, де взимку 1978 р. здійснив своє перше сходження на гору Рейнір. У 1981 р. отримав ступінь бакалавра в галузі зоології та найнявся гідом у фірму Rainier Mountaineering, Inc. У 1987 р. отримав ступінь доктора ветеринарної медицини в Університеті штату Вашингтон.

## Ресурси Інтернету
- Как покорялись восьмитысячники [Архівовано 21 листопада 2012 у Wayback Machine.]
- Список наиболе примечательных восхождений Вистурса до 2000 года